# High watermark
Een high watermark refereert aan de hoogste waarde die een beleggingsfonds of vermogensbeheerder heeft behaald. De term wordt vaak gebruikt in de context van de compensatie van een fonds- of vermogensbeheerder die prestatieafhankelijk is.
Een kostenstructuur met een high-water mark houdt in dat de provisiekosten van een fondsmanager of vermogensbeheerder alleen over netto resultaten worden gerekend. De vergoeding wordt dan berekend over het gedeelte nadat verliezen uit het verleden zijn teruggewonnen. Dit voorkomt dat de fondsmanager of vermogensbeheerder vergoedingen verkrijgt uit een volatiele prestatie. Bijvoorbeeld, stel dat een fondsmanager, na het behalen van een hoogste piek van €75.000, verlies maakt in jaar 1 en vervolgens een winst van €100.000 maakt in jaar 2. De fondsmanager heeft daarmee niet alleen de high-water mark behaald, maar heeft deze overtroffen met €25.000 (€100.000 - €75.000). De fondsbeheerder krijgt dan over dit bedrag een bepaalde vergoeding uitbetaald.